# Chérilos de Samos
Pour les articles homonymes, voir Chérilos.
Chérilos de Samos, poète épique du Ve siècle av. J.-C., natif de Samos, auteur d'un poème sur la seconde guerre médique. Les Athéniens lui donnèrent un statère d'or pour chacun de ses vers, et ordonnèrent que son poème fût chanté publiquement comme ceux d'Homère. Chérilos de Samos a soutenu que Thalès de Milet avait le premier proclamé l’immortalité de l’âme. 

## Source
- Diogène Laërce, Vies, doctrines et sentences des philosophes illustres [détail des éditions] (lire en ligne) (Livre I, 24)